# Wellmania
Wellmania è una serie televisiva australiana, basata sul libro Wellmania: Misadventures in the Search for Wellness di Brigid Delaney. La serie è stata co-creata da Delaney stessa assieme a Benjamin Law per Netflix. La serie è composta da otto episodi e ha debuttato sulla piattaforma streaming il 29 marzo 2023. Nonostante il buon riscontro, è stata cancellata dopo la prima stagione.

## Trama
Liv Healy, critica gastronomica, è una donna di 39 anni che vive a New York con uno stile di vita frenetico e disordinato. Dopo aver ottenuto un'opportunità di lavoro che potrebbe lanciarla nel mainstream americano, Liv subisce una grave crisi di salute che la costringe a rivedere il suo motto "vivere velocemente, morire giovani". Tornata in Australia, si trova impossibilitata a rientrare negli Stati Uniti finché non migliora la sua salute. Determinata a ritornare alla sua vecchia vita, Liv si immerge in un viaggio di benessere, provando di tutto, dalle terapie convenzionali a quelle più bizzarre 

## Personaggi e interpreti
- Liv Healy, interpretata da Celeste Barber: critica gastronomica che deve cambiare il suo stile di vita per risolvere i suoi problemi di salute
- Amy Kwan, interpretata da JJ Fong: migliore amica di Liv e giornalista investigativa
- Gaz Healy, interpretato da Lachlan Buchanan: fratello di Liv, vive in Australia e sta per sposarsi
- Dalbert Tan, interpretato da Remy Hii: fidanzato di Gaz
- Isaac Huang, interpretato da Alexander Hodge: interesse amoroso di Liv